# Anna z Kleve

Herb Anny

Anna Kliwijska (ur. 22 września 1515 w Düsseldorfie, zm. 16 lipca 1557) – księżniczka niemiecka-kliwijska. Była królową-małżonką Anglii i Irlandii jako czwarta z kolei żona Henryka VIII Tudora, od 6 stycznia do 9 lipca 1540.

## Życiorys

### Młodość
Anna urodziła się w Düsseldorfie jako druga córka Jana III, władcy księstwa Kleve i jego żony Marii, księżnej Julich-Berg. Wychowywała się na zamku Burg (Solingen). Książę był zwolennikiem łagodnej odmiany protestantyzmu i pozostawał pod wpływem Erazmusa z Rotterdamu. Był sojusznikiem Związku szmalkaldzkiego i przeciwnikiem Karola V. W 1526 jej starsza siostra Sybilla z Kleve wyszła za mąż za Jana Fryderyka I, przywódcę Związku szmalkaldzkiego, uznawanego za orędownika Reformacji. Dwa lata później Anna w wieku 12 lat została zaręczona z Franciszkiem I, księciem Lotaryngii, który wówczas miał 10 lat. Zaręczyny zostały jednak uznane za nieoficjalne i unieważniono je w 1535. Mówiono, że z przyczyn finansowych. Franciszek żądał od jej ojca astronomicznego posagu, lecz ten go odmówił i dlatego związek został unieważniony.

### Małżeństwo z Henrykiem VIII
W 1539, po śmierci Jana III, władcą Zjednoczonych Księstw Jülich-Kleve-Berg został jej brat Wilhelm Bogaty. Wilhelm był wprawdzie luteraninem, ale rodzina panująca była niejednolita religijnie. Spór z Cesarstwem o Geldrię czynił Wilhelma przeciwnikiem Karola V i atrakcyjnym sojusznikiem dla stronnictwa Reformacji na dworze angielskim, którego głównym przedstawicielem był Thomas Cromwell. To on był głównym architektem sojuszu Henryka VIII z państwami Reformacji (księstwami niemieckimi) poprzez małżeństwo z Anną. Namalowanie portretu przyszłej królowej, który miał być przedstawiony królowi, powierzono Hansowi Holbeinowi. Prawdopodobnie za namową Cromwella ukrył on niedostatki urody osoby portretowanej; przypuszcza się, że twarz Anny nosiła ślady po przebytej ospie wietrznej. W marcu 1539 negocjacje były w pełnym toku i nadzorował je osobiście Cromwell, już 4 października tego roku został podpisany kontrakt.
Ze względu na pogodę jej podróż do Anglii opóźniała się. Kiedy wiadomość o tym, że wylądowała w Dover, dotarła do Londynu, zniecierpliwiony Henryk podążył na spotkanie. Dotarł do Rochester, gdzie przebywał orszak Anny i wedle licznych relacji współczesnych podczas ich pierwszego spotkania Henryk nie zapanował nad swoim wyrazem twarzy, kiedy zamiast pięknego wizerunku z portretu ujrzał kogoś, kogo określił potem w swoim gronie tą flamandzką kobyłą. Anna nie umiała porozumieć się po angielsku. Henryk cenił u kobiet wykształcenie i finezję, ze względu na wychowanie Anny żadnej z tych cech nie mógł u niej znaleźć. Umiała pisać i czytać, ale tylko po niemiecku. Nie otrzymała żadnej formalnej edukacji, potrafiła szyć i podczas podróży do Anglii nauczyła się grać w karty. Była delikatna, cnotliwa i posłuszna, co mogłoby się spodobać Henrykowi, gdyby chciał jej towarzyszyć. Po pierwszym wrażeniu, jakie na nim wywarła, starał się jej jednak unikać, jak to tylko było możliwe. Natychmiast zażądał od swoich doradców znalezienia sposobu na uniknięcie małżeństwa. Jak jednak wyjaśnił to Cromwell, było to niemożliwe bez narażenia sojuszu z państwami niemieckimi.
Sam Henryk twierdził, iż nie skonsumował małżeństwa, więc nie było później większego problemu z przeprowadzeniem jego unieważnienia. O Annie z Kleve wyraził się: nic nie ma w sobie pięknego i roztacza złe wonie i z przodu i z tyłu. Obwisłe piersi i inne cechy wywołały u mnie pewność, że nie jest dziewicą. Jej ciało nie nadaje się do wywołania jakiegokolwiek pożądania. Nikt Anny o zdanie na temat Henryka nie pytał, wiadomo jednak, że król miał wówczas 145 cm obwodu w pasie, nieuleczalny, ropiejący wrzód na nodze i cierpiał prawdopodobnie na impotencję.
Mimo to Henryk zawarł z nią małżeństwo 6 stycznia 1540 r. w Pałacu Placentii w Greenwich. Ślubu udzielił im arcybiskup Tomasz Cranmer. Natychmiast po przybyciu do Anglii Anna – tak jak oczekiwał tego Henryk – przeszła na anglikanizm. Na jej obrączce ślubnej wygrawerowany był napis „God send me well to keep” (w dowolnym tłumaczeniu: "Boże daj mi to znieść w dobrym zdrowiu"), ponieważ król zyskał sobie opinię postępującego niesprawiedliwie i okrutnie rozprawiającego się z żonami. Tym razem jednak postanowił poszukać pretekstu do rozwodu. Jak wyjaśnił Cromwellowi, podczas wspólnych nocy do niczego nie doszło bo „nie podobała mi się od pierwszego spotkania, ale później było jeszcze gorzej”. Anna, znając los poprzednich żon Henryka usiłowała zachowywać pozory, mając nadzieję na zmianę sytuacji. Jeszcze w lutym wychwalała małżeńskie zapały Henryka Eleanor Manners hrabinie Rutland mówiąc „kiedy przychodzi do mego łoża całuje mnie i trzyma za rękę mówiąc 'dobranoc kochanie’, a rano całuje i mówi 'do zobaczenia kochanie'”, na co hrabina odrzekła „Ależ Madame, musi być coś więcej ponad to, inaczej nigdy nie doczekamy się następcy tronu, a czeka na to całe królestwo”.

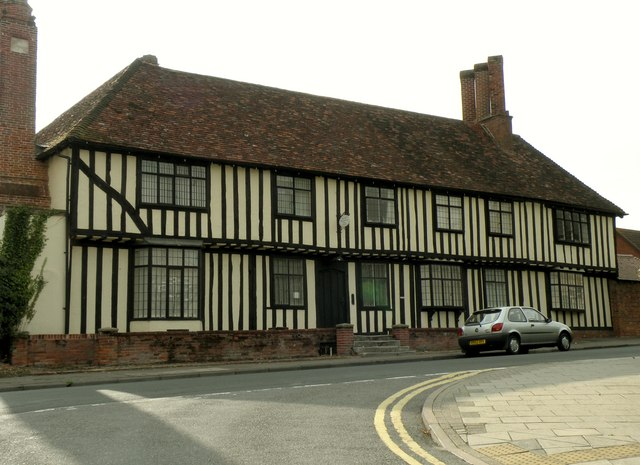
Dom Anny Cleve na Hamlet Road, Haverhill

### Anulowanie małżeństwa
24 czerwca Henryk stanowczo poprosił Annę o opuszczenie dworu królewskiego, a 6 lipca została poinformowana o tym, że rozważa anulowanie małżeństwa. Zebrano zeznania dworzan i dwóch lekarzy świadczące o rozczarowaniu wyglądem Anny. Henryk dowodził także, że na pewno nie jest dziewicą. Wkrótce potem Anna została poproszona o zgodę na anulowanie małżeństwa, której natychmiast udzieliła, ponieważ bała się, że zostanie ścięta, tak jak druga małżonka Henryka – królowa Anna Boleyn, lub zostanie publicznie upokorzona, tak jak pierwsza małżonka Henryka – królowa Katarzyna Aragońska. Małżeństwo zostało anulowane 9 lipca 1540 z powodu jego nieskonsumowania oraz uprzedniego kontraktu małżeńskiego z Franciszkiem Lotaryńskim, który to układ nigdy nie istniał. Przyszło to tym łatwiej, że wkrótce potem racje polityczne, wymagające jego zawarcia, przestały się liczyć w związku ze zmianą sytuacji w Niemczech.

### „Droga Królewska Siostra”
Annie zostały przyznane liczne dobra, w tym zamek Hever, siedziba dawnych teściów Henryka, Boleynów, oraz pałac w Richmond. Z Henrykiem pozostała w przyjaźni jako honorowy członek rodziny królewskiej, nosiła oficjalnie tytuł „Drogiej Królewskiej Siostry”. W dowód wdzięczności za posłuszeństwo była często zapraszana na dwór i Henryk dał jej pierwszeństwo przed wszystkimi damami Anglii z wyjątkiem swojej żony i córek. Anna pozostała w Anglii do końca życia i zmarła w Londynie jako ostatnia z żon tego króla. Pozostawała w dobrych stosunkach ze swoją niegdysiejszą pasierbicą, księżniczką Marią (późniejszą królową Marią I), oraz Elżbietą, przyszłą królową Elżbietą I Wielką. Była obecna na koronacji Marii Tudor i było to jej ostatnie publiczne wystąpienie. Przed śmiercią, za namową królowej Marii Tudor, przeszła na katolicyzm. Od przyjazdu do Anglii nigdy nie opuściła swojej przybranej ojczyzny, a świadectwa jej współczesnych są zgodne, że była zadowolona ze swojego losu, nie pragnęła wrócić do rodziny i unikała angażowania się w politykę, sama prosząc, by dla uniknięcia nieporozumień poddani króla kontrolowali jej korespondencję.
Małżeństwo Henryka z Anną w dużej mierze zaaranżował jego wpływowy minister i jeden z architektów angielskiej reformacji (przeprowadzał m.in. sekularyzację wielkich kościelnych dóbr na rzecz skarbu państwa) Thomas Cromwell. Po tym nieudanym przedsięwzięciu król nabrał do niego nieufności i kazał go uwięzić, osądzić i ściąć jako zdrajcę.
Po egzekucji Katarzyny Howard Anna miała przez jakiś czas nadzieję, że Henryk przywróci ją do godności królowej-małżonki. Dowiedziawszy się o wyborze o 5 lat młodszej od niej Katarzyny Parr, wykrzyknęła z oburzeniem, że nowa partnerka króla odznacza się dużo mniejszą urodą niż ona sama. Jak jednak wiadomo, Henryk nigdy do niej nie wrócił, choć do śmierci Henryka pozostawali oboje w dobrych stosunkach. Nowe małżeństwo Henryka skomentowała słowami „tamta nie wie, jaki ciężar będzie musiała dźwigać”, mając być może na myśli olbrzymią tuszę Henryka, jego kłopoty zdrowotne, wypełnianie obowiązków małżeńskich oraz gwałtowny temperament.
Kiedy jej zdrowie zaczęło podupadać, królowa Maria pozwoliła jej zamieszkać w Chelsea Manor, tam w lipcu 1557 Anna podyktowała testament, który dotyczył głównie losu jej służby. Została zapamiętana jako hojna i miła. Umarła prawdopodobnie na raka 16 lipca 1557, w wieku 42 lat, 17 lat po rozwodzie. Pogrzeb odbył się 3 sierpnia. Jako jedyna z żon Henryka VIII Anna z Kleve została pochowana w Opactwie Westminsterskim. Ma tam grobowiec koło głównego ołtarza naprzeciwko grobowca Edwarda Wyznawcy, prawie niewidoczny dla turystów, którym tej części kościoła nie zezwala się zwiedzać, gdyż jest zarezerwowana dla uroczystości koronacyjnych i innych ceremonii dworskich.